# NGC 3043
NGC 3043 (również PGC 28672 lub UGC 5327) – galaktyka spiralna (Sb), znajdująca się w gwiazdozbiorze Wielkiej Niedźwiedzicy. Odkrył ją William Herschel 19 marca 1790 roku.